# Gazipaşa (district)
Gazipaşa is een Turks district in de provincie Antalya en telt 47.699 inwoners (2007). Het district heeft een oppervlakte van 920,5 km². Hoofdplaats is Gazipaşa.
De bevolkingsontwikkeling van het district is weergegeven in onderstaande tabel.
| 1997   | 2000   | 2007   |
| ------ | ------ | ------ |
| 43.746 | 44.541 | 47.699 |